# Silsand
Silsand est une localité du comté de Troms, en Norvège.

## Géographie
Administrativement, Silsand fait partie de la kommune de Lenvik.